# Lacanobia spuleri
Lacanobia spuleri là một loài bướm đêm trong họ Noctuidae.